# Cavernas de Tulum
"Las cavernas de Tulum" o "Las Cuevas inundadas de Tulum" albergan a cuatro miembros de la llamada tribu tulumnesi, estos sitios se encuentran en los complejos de cuencas subterráneas o criptorréicas en la zona del municipio de Tulum, en los alrededores de la ciudad y de la zona arqueológica del mismo nombre, en el estado de Quintana Roo, en la costa oriental de la península de Yucatán. 

## Descubrimientos
Tres de las osamentas fueron descubiertas en la década de los noventa y la cuarta en el 2006, una por llim Coke (EUA), otra por Gari Walten (EUA), otra más por Steve Gerrard (EUA) y la última por Alex y Thorsten (ALE). 
Las tres primeras reportadas por Jerónimo Avilés y la cuarta por Robbie Schmitner, estas cuevas son sitios arqueológicos investigados por un equipo de trabajo dirigido por la arqueóloga Carmen Rojas Sandoval (del Instituto Nacional de Antropología e Historia) , por el biólogo Arturo González, así como los instructores de espeleobuceo y fotógrafos profesionales Eugenio Aceves y Jerónimo Avilés Olguín. 

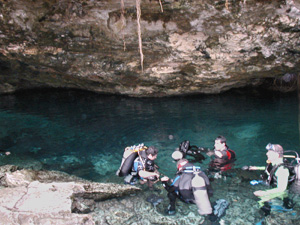
Buzos entrando a caverna.

El esqueleto más antiguo, el de la Mujer de Naharon, fechado por radiocarbono 14, fue encontrado en la cueva de Naharón, con una antigüedad detectada de 14 500 años AP a 368 metros de la entrada y 22,6 m de profundidad; correspondía a una mujer, de 1,41 m de estatura. Al momento de su muerte pudo haber tenido entre 20 y 30 años de edad y pesado 53 kg. 
El segundo esqueleto se encontró a 178 m de la entrada más cercana, era mujer y el descubridor le llamó Ekab, fue una mujer de entre 40 y 50 años de edad y es hasta hoy el sitio con la mayor profundidad registrada con 28 m. 
El tercer esqueleto se descubrió a 300 m de la entrada a una profundidad de 10 m. Fue un hombre de entre 25 a 30 años de edad (Joven de Chan Hol). 
El cuarto esqueleto (Mujer de las Palmas) se encontró a 300 m de la entrada actual más cercana a una profundidad de 8 m.

## Relevancia antropológica
| Años atrás   | Época       | Período     | Período     | Era       |
| ------------ | ----------- | ----------- | ----------- | --------- |
| Presente     | Holoceno    | Cuaternario | Cuaternario | Cenozoica |
| 10.000       | Pleistoceno | Cuaternario | Cuaternario | Cenozoica |
| 1,6 millones | Plioceno    | Terciario   | Neógeno     | Cenozoica |
| 5 millones   | Mioceno     | Terciario   | Neógeno     | Cenozoica |
| 23 millones  | Oligoceno   | Terciario   | Paleógeno   | Cenozoica |
| 38 millones  | Eoceno      | Terciario   | Paleógeno   | Cenozoica |
| 55 millones  | Paleoceno   | Terciario   | Paleógeno   | Cenozoica |

Estos descubrimientos subacuáticos componen la colección de osamentas más completa y en mejor estado de conservación de la Prehistoria de América, corresponden a la época del Pleistoceno y aportan una información de gran valor para definir la época de la llegada del hombre a América, la cual ha sido discutida mediante la teoría del poblamiento tardío y mediante la más reciente teoría del poblamiento temprano.
Las posibles trayectorias de migración del ser humano al continente americano, que actualmente se debaten son:
- La más conocida y aceptada partiendo de Siberia y cruzando por el puente de Beringia.
- La de grupos polinesios partiendo de las islas de Oceanía y cruzando el océano Pacífico.
- La de grupos solutrenses partiendo de lo que hoy serían los territorios de Francia, España y cruzando por Groenlandia.

(Todas ellas estimadas en la última glaciación)

## Hipótesis
Línea superior "correspondencia al Viejo Mundo"
Al terminar los correspondientes estudios de antropología física de las osamentas, el director del proyecto "Estudio de los grupos humanos precerámicos de la costa oriental de Quintana Roo", Arturo González, y el doctor Alejandro Terrazas, de la UNAM, han afirmado que hasta el momento (2008) se concluye que los restos humanos no guardan filiación con grupos mayas y sí con grupos de la India al sur del continente asiático.
Para efecto del estudio de la evolución de las civilizaciones en el continente americano, se ha creado el concepto cronológico de "Prehistoria de América" el cual se ha dividido en cinco periodos a partir de la presencia del ser humano en el continente. Los tres primeros Paleoindio, Arcaico y Formativo corresponden propiamente a la "Prehistoria", y los dos últimos Clásico y Posclásico corresponden al desarrollo de las civilizaciones americanas, cuando ya se ha difundido el uso de la "escritura" y comienzan a realizarse los registros cronológicos e "históricos" de los acontecimientos, en estelas y códices.
De tal forma que la antigüedad de las osamentas nos ubica en el periodo "Paleoindio" del desarrollo de las civilización en América. 
La razón de la ubicación de estos restos humanos dentro de cavernas, hoy en día inundadas por agua, se debe a que cuando estos seres humanos fallecieron, el nivel del mar se encontraba aproximadamente 100 m por debajo del que conocemos en nuestros días. Esto es constatable por la presencia de estalactitas y estalagmitas en las cavernas, formaciones aparentemente líticas que se generan por acumulación de carbonato cálcico debido a filtración de agua a través de largos períodos (decenas de miles de años).
Esta investigación forma parte del proyecto "Atlas Arqueológico para el registro, estudio y protección de los cenotes de la Península de Yucatán", y adicionalmente ha permitido descubrimientos de fauna fósil del Pleistoceno en el complejo denominado Sac Actun de la cuenca criptorréica de la península de Yucatán.